# لورنزو کریستیگ
لورنزو کریستیگ (ایتالیایی: Lorenzo Crisetig؛ زاده ۲۰ ژانویهٔ ۱۹۹۳) بازیکن فوتبال اهل ایتالیا است.